# Петро-Ганнівка
Петро́-Га́ннівка — село в Україні, у Зіньківській міській громаді Полтавського району Полтавської області. Населення становить 3 особи. До 2020 орган місцевого самоврядування — Пишненківська сільська рада.

## Географія
Село Петро-Ганнівка знаходиться на відстані 1 км від села Пишненки. По селу протікає пересихаючий струмок з загатою. Поруч проходить автомобільна дорога Т 1706.

## Населення

### Мова
Розподіл населення за рідною мовою за даними перепису 2001 року:
| Мова       | Кількість | Відсоток |
| ---------- | --------- | -------- |
| українська | 2         | 66.67%   |
| російська  | 1         | 33.33%   |
| Усього     | 3         | 100%     |

## Історія
1859 року у власницькому хуторі налічувалось 10 дворів, мешкало 72 особи (35 чоловічої статі та 37 — жіночої), функціонував завод.
12 червня 2020 року, відповідно до розпорядження Кабінету Міністрів України № 721-р «Про визначення адміністративних центрів та затвердження територій територіальних громад Полтавської області», село увійшло до складу Зіньківської міської громади.
19 липня 2020 року, в результаті адміністративно - територіальної реформи та ліквідації Зіньківського району, село увійшло до складу новоутвореного Полтавського району Полтавської області.